# Cochranella riveroi
Cochranella riveroi là một loài ếch trong họ Centrolenidae. Its lolocal name is ranita de cristal de Rivero ("Rivero's glass-frog"). Chúng là loài đặc hữu của Venezuela.
Môi trường sống tự nhiên của chúng là rừng mây ẩm nhiệt đới và cận nhiệt đới.